# La Renaissance (hymne)
Pour les articles homonymes, voir Renaissance (homonymie).
La Renaissance est l'hymne national  de la République centrafricaine depuis 1960.
La musique est de Herbert Pepper, qui a également composé la musique de l'hymne sénégalais, et les paroles de Barthélemy Boganda, premier ministre lors du processus d'indépendance du pays.
L'hymne possède également une version en langue Sango, intitulée E Zingo.

## Paroles officielles
| Paroles en Français | Paroles en Sango |
| --- | --- |
| Ô Centrafrique, ô berceau des Bantous ! Reprend ton droit au respect, à la vie ! Longtemps soumis, longtemps brimé par tous, Mais dès ce jour, brisons la tyrannie. Dans le travail, l'ordre et la dignité, Tu reconquiers ton droit, ton unité, Et pour franchir cette étape nouvelle, De nos ancêtres la voix nous appelle. :Refrain: :Au travail, dans l'ordre et la dignité, :Dans le respect du droit, dans l'unité, :Brisons la misère et la tyrannie, :Brandissons l'étendard de la Patrie. | Bêafrîka, mbeso tî âBantu Kîri mo gbû gîgî tî mo-mvenî Mo bâa pâsi na gbe tî âzo kûê Me fadësô, mo ke na kürü gô Mo sö benda, mo bûngbi kûê ôko Na kusâra ngâ na nëngö-terê Tî tö ndâ tî finî dutï tî ë sô E mä gbegô tî_âkötarä tî ë :Refrain: :E gbû kua nzönî na nëngö-terê :E kpë ndiä nzönî na mängö-terê :E kinda wasïöbê, ë tomba pâsi :E yâa bandêra tî ködrö tî ë! |